# Jabal an Nabi Shu'ayb
Jabal an Nabi Shu'ayb (En árabe:جبل النبي شعيب Montaña del profeta Shu'ayb) es una montaña situada en la gobernación de Sana'a en Yemen. Es la montaña más alta del país y la montaña más alta de la Península arábiga. Es uno de los picos más prominentes en el mundo (en el puesto 63 º) y el tercer pico más prominente en el Oriente Medio (incluida Turquía e Irán).
Su elevación es a menudo reportada como de 3.760 metros, pero esto no es compatible con los datos de  fuentes cartográficas más recientes. La altura de la montaña es de 3.666 metros (12.028 pies) y está situada cerca de la capital yemení, la ciudad de Saná.